# Аліпій (Гаманович)
Архієпископ Аліпій (в миру Микола Михайлович Гамановіч; 19 грудня 1926 року, село Нова Маячка, Херсонський округ, УРСР, СРСР — 28 квітня 2019, Чикаго, США) — єпископ Російської православної церкви закордоном, архієпископ Чиказький і Середньо-Американський (1987—2016). Іконописець, автор підручника «Граматика церковнослов'янської мови», автор служби новомучеників і сповідників Російських.

## Біографія
Народився 19 грудня 1926 року в селі Нова Маячка Херсонської округи (нині — Херсонська область, Україна) в сім'ї коваля. Після 4-класної школи закінчив у сусідньому селі Кучерявоволодимирівка 8-річну школу.
Під час німецько-радянської війни на початку грудня 1942 року забрано німецькою окупаційною владою на роботу в Німеччину. Разом зі своїми односельцями виявився в таборі для східних робітників — «Ostarbeiter».
Коли було можливо в цих табірних умовах, Микола їздив до церкви в Берлін. Там він зустрівся з ієромонахом Кіпріяном (Пижов), який познайомив його з настоятелем та братією монастиря преподобного Іова Почаївського, евакуювалися з Словаччини перед наступом радянських військ. Микола виявив бажання приєднатися до чернечої братії, і настоятель архімандрит Серафим (Іванов) погодився прийняти його. Залишив нелегально «остовскій табір» і 3 лютого 1945 приєднався до братії. Через 5 днів братія залишила Берлін і оселилася на півдні Німеччини.
Після капітуляції Німеччини братія переїхала в Женеву, де 23 вересня 1946 року послушник Микола пострижений в рясофор з нареченням ім'ям Аліпій в честь Аліпія Печерського, іконописця. Займався іконописом під керівництвом Кипріяна (Пижова).
1 грудня 1946 року братія прибула в США, на проживання у Свято-Троїцький монастир.
19 березня 1948 року разом був пострижений архієпископом Віталієм (Максименко) в мантію (разом з Лавром (Шкурли) і Флором (Ванько).
У 1950 році висвячений митрополитом Анастасієм (Грибановський) у ієродиякони, а 11 жовтня 1954 року — у ієроманахи.
Закінчив Свято-Троїцьку духовну семінарію в Джорданвілі при монастирі, після чого викладав в ній церковнослов'янську мову, грецьку мову та інші предмети. На основі підготовленого ним навчального курсу був складений один з кращих підручників церковнослов'янської мови «Граматика церковнослов'янської мови», виданий вперше в 1964 році. «Граматика» корисна як додаткова допомога для дорослих учнів, автор не пояснює значення категорій церковнослов'янської граматики, відсутніх в сучасній російській мові.
У 1966 році возведений у сан ігумена.

### Архієрейство
11 жовтня 1974 року в Чикаго митрополитом Філаретом (Вознесенським), архієпископами Серафимом (Івановому) і Віталієм (Устиновим) і єпископом Лавром (Шкурли) був хіротонізований на єпископа Клівлендського, вікарія Чиказької й Детройтської єпархій.
Крім виконання своїх обов'язків по єпархії продовжував займатися іконописною творчістю. Ним була розписана Свято-Сергіївська церква в Клівленді і частково церква Всіх Святих в землі Російської просіяли в Денвере (шт. Колорадо) і Покровський собор в Чикаго.
Після кончини архієпископа Серафима (Іванова) в 1987 році єпископ Аліпій був призначений єпископом Чикаго і Детройтським.
У 1990 році возведений у сан архієпископа.
У 1992 році, після розпаду СРСР, приїжджав на батьківщину, де відвідував родичів.
У 1994 році був переведений на Австралійсько-Новозеландську кафедру, але, по причині його хворобливого стану, Австралійське консульство зволікав із дозволом на постійне проживання. Прибув до Сіднея 7 квітня 1994 року, але вже через 3 тижні повернувся в США, щоб взяти участь в канонізації Іоанна Шанхайського.
За клопотанням парафіян Покровського собору в Чикаго він був повернутий на колишню кафедру.
У 1998 році Архієрейський Синод нагородив архієпископа Аліпія правом носіння діамантового хреста на клобуку.
У жовтні 1999 року зазначалося святкування 25-річчя архієрейського служіння архієпископа Аліпія.
18 квітня 2002 архієпископ Аліпій, готуючись до святкування Великодня, вирішив підрізати гілки високого дерева біля Покровського собору в Чикаго і впав з висоти, ударившись головою і отримавши серйозну травму хребта, в результаті якої не зміг самостійно пересуватися.
У 2003 році в допомогу Владиці в єпископа Клівлендського був хіротонізований архімандрит Петро (Лук'янов), колишній Начальник Російської духовної місії в Єрусалимі.

Підтримав відновлення канонічного спілкування з Московським Патріархатом:
Для нас поділ було хворобою. Ну а хто може не радіти одужання? Ми ж завжди відчували себе частиною єдиного організму, навіть будучи розділеними.
11 жовтня 2004 року Чиказька і Детройтська єпархія урочисто відзначила 50-річчя священства і 30-річчя єпископської хіротонії архієпископа Аліпія.
У червні 2008 року не прибув на Архієрейський собор Російської православної церкви через хворобу.
19 грудня 2011 року в зв'язку з 85-річчям нагороджений Орденом преподобного Сергія Радонезького II ступеня

Архієрейський Синод РПЦЗ на засіданні 30 червня — 1 липня 2016 постановив:
Довідавшись про те, що в нинішньому році Високопреосвященнішому Аліпію, архієпископу Чиказькому і Середньо-Американському, виповнюється 90 років і заслухавши доповідь Предстоятеля Руської Зарубіжної Церкви про своє нещодавнє відвідання цього поважного старця архиєпископ, всіма шанованого і шанованого за багаторічне і ревне служіння Христової Церкви, Архієрейський Синод благословив останнього на заслужений відпочинок, визначивши Його Високопреосвященство на спокій, з правом перебування в Архієрейському будинку в Чикаго, на утриманні єпархії, якій він віддав всі свої сили. Архієрейський Синод висловив глибоку і сердечну вдячність архієпископу Аліпію за щедрість його любові, вірність Російської Зарубіжної Церкви.
Помер 28 квітня 2019 року, в день Світлого Христового Воскресіння. Згідно з волею покійного, похований на кладовищі Свято-Троїцького монастиря в Джорданвілі 3 травня того ж року.

## Публікації
- Конспект по церковно-славянскому языку. — Б.м.: Изд-во Свято-Троицкого Монастыря, 1955. — 54 с.
- Грамматика церковно-славянского языка. — Джорданвилль : Свято-Троицкий монастырь, 1964. — 271 с.
  - Грамматика церковнославянского языка. — Изд. 2-е, испр. — Jordanville, N.Y., 1984.
  - Грамматика церковно-славянского языка. — М.: Паломник, 1991. — 272 с.
  - Грамматика церковно-славянского языка. — [Репринт. воспроизведение изд. 1964 г.]. — Москва : Художественная литература, 1991. — 271 с. — ISBN 5-280-02437-6.
  - Грамматика церковнославянского языка. — [Репр. воспр. изд. 1964 г.]. — СПб.: ОАО «С.-Петерб. тип. N 6», 1997. — 271 с. — ISBN 5-900248-59-3.
  - Грамматика церковно-славянского языка: учебное пособие. — Москва : Изд-во им. свт. Льва папы Римского, 2008. — 266 с.
  - Грамматика церковно-славянского языка. — К.: Киево-Печерская Лавра, 2019. — 352 с.
- О русской иконографии // «Русское Возрождение». Независимый русский православный национальный орган. — Нью-Йорк-Москва-Париж. — 1984. — № 25. — С. 31-50.